# 孟加拉国社会主义
社会主义是孟加拉国宪法的基本原则之一，与民族主义、民主主义和世俗主义并列。宪法将孟加拉国定性为“人民共和国”，并宣布所有权力属于人民。然而，在孟加拉国，“社会主义”一词通常被用来指国家致力于建立一个“无剥削的社会”这一目标，而非其原始含义和实施方式，即以社会所有制取代私人所有制的生产资料制度。宪法允许国家所有制、合作社所有制和私人所有制并存。
社会主义政党和民主社会主义政党在英属印度和孟加拉国的独立运动中发挥了关键作用。1971年孟加拉国独立后，国家的缔造者按照宪法的规定将孟加拉国经济塑造成一个社会主义经济体，但并未取消自由民主制度。然而，由于经济管理不善和政治动荡，经济陷入停滞，1974年爆发的大饥荒更是引发了严重的人道主义危机。1975年，孟加拉国的政治结构被重组为一党制社会主义共和国，孟加拉国农工人民联盟成为唯一合法政党。在1975年8月15日政变和1982年政变之后，军方改革派领导人于1979年重新定义“社会主义”，强调社会正义，并最终推动市场和产权改革，迈向资本主义体制。2011年，“社会主义”一词再次被重新定义，以使宪法内容更贴近原始宪法文本，但国家依然保持自由混合经济体制。